# 鄧弗里斯-加洛韋
鄧弗里斯-加洛韋（英語：Dumfries and Galloway），英国苏格兰地区的32个一级行政区之一。它地处苏格兰与英格兰的边界，南面与英格兰坎布里亚郡接壤。面积广大，在苏格兰仅次于两个高地地区，列第三，但是人口并不多。面积6,426km²，人口147,765。地区的行政中心在丹弗里斯镇。
这个地区曾经出过不少知名的作者和艺术家。邓弗里斯镇是苏格兰最著名的诗人羅伯特·伯恩斯的故乡和安葬地。儿童小说彼得潘的作者詹姆斯·马修·巴利曾经就读于邓弗里斯中学。
与英格兰边境上的小镇格雷纳居民不到3000人。但是他们的职业足球队却在2007年打入了顶级联赛。